# Mutarara
Mutarara est une ville du Mozambique, sur la rive nord du Zambèze, dans la province de Tete et le district qui porte son nom.

## Transports
Mutarara est desservie par une gare de la société des ports et chemins de fer du Mozambique ; elle est à la jonction avec la ligne allant au Malawi. Elle est aussi une extrémité du Pont Dona Ana, pont ferroviaire qui traverse le Zambèze,.